# Dolní Panonie
Pannonia Inferior (latinsky), česky Dolní Panonie, byla provincií Římské říše. Byla založena roku 103 císařem Traianem, který rozdělil starší provincii Panonie na Dolní a Horní Panonii (Panonia Superior). Provincie zanikla Diokleciánovou správní reformou (okolo 295), kdy byla rozdělena na provincie Pannonia Secunda a Pannonia Valeria. Obě pak zanikly v 5. století. Dolní Panonie zasahovala na území dnešních států Bosna a Hercegovina, Chorvatsko, Maďarsko a Srbsko. Hlavním městem bylo Aquincum, ležící na území dnešní Budapešti, kde žilo na konci 2. století 30 000 obyvatel. Později statut hlavního města získalo Sirmium (Sremska Mitrovica), jež se stalo na nějaký čas dokonce jedním ze čtyř hlavních měst Římské říše. Budoucí císař Hadrianus byl guvernérem provincie v letech 106-108. Okolo roku 167 byl guvernérem slavný vojevůdce Tiberius Claudius Pompeianus, který se proslavil v římských válkách proti Parthům a Markomanům. Po sňatku s Lucillou, dcerou Marca Aurelia se stal členem císařské rodiny. Třikrát mu byl nabídnut titul císaře Římské říše, ale trůn vždy odmítl.
Po roce 251 byla provincie pravidelně pustošena opakujícími se nájezdy Germánů, zejména Gótů, což přimělo velkou část obyvatelstva k odchodu do bezpečnějších části římské říše. V roce 269 sice dokázali císaři Claudius II. Gothicus a Aurelianus zatlačit Góty zpět za Dunaj, ale brzy je vystřídaly další útočící kmeny. Po rozdělení Diokleciánovou reformou už oblast čekal jen úpadek. V roce 433 byla Hunům oblast oficiálně postoupena výměnou za to, že poskytli pomoc římskému vojevůdci Aetiovi během bojů o moc v Římě. Po Hunech, kteří ovládali oblast až do Attilovy smrti v roce 453, ji kontrolovali nejprve Ostrogóti, pak Langobardi a nakonec Avaři.